# Seznam medailistů na letních olympijských hrách v silniční cyklistice – muži
Kompletní přehled všech olympijských medailistů v silniční cyklistice mužů. Do programu LOH byla zařazena tato disciplína v roce 1896 (silniční závod jednotlivců) a časovka jednotlivců a roce 1996 . 

## Silniční závod jednotlivců
| Rok       | Zlato                                              | Stříbro                                   | Bronz                                       |
| --------- | -------------------------------------------------- | ----------------------------------------- | ------------------------------------------- |
| LOH 1896  | Aristidis Konstantinidis · Řecko (GRE)             | August von Gödrich · Německo (GER)        | Edward Battel · Velká Británie (GBR)        |
| 1900–1908 | nebyly na programu LOH                             | nebyly na programu LOH                    | nebyly na programu LOH                      |
| LOH 1912  | Rudolph Lewis · Jihoafrická unie (RSA)             | Frederick Grubb · Velká Británie (GBR)    | Carl Schutte · Spojené státy americké (USA) |
| LOH 1920  | Harry Stenqvist · Švédsko (SWE)                    | Henry Kaltenbrun · Jihoafrická unie (RSA) | Fernand Canteloube · Francie (FRA)          |
| LOH 1924  | Armand Blanchonnet · Francie (FRA)                 | Henri Hoevenaers · Belgie (BEL)           | René Hamel · Francie (FRA)                  |
| LOH 1928  | Henry Hansen · Dánsko (DEN)                        | Frank Southall · Velká Británie (GBR)     | Gösta Carlsson · Švédsko (SWE)              |
| LOH 1932  | Attilio Pavesi · Itálie (ITA)                      | Guglielmo Segato · Itálie (ITA)           | Bernhard Britz · Švédsko (SWE)              |
| LOH 1936  | Robert Charpentier · Francie (FRA)                 | Guy Lapébie · Francie (FRA)               | Ernst Nievergelt · Švýcarsko (SUI)          |
| LOH 1948  | José Beyaert · Francie (FRA)                       | Gerrit Voorting · Nizozemsko (NED)        | Lode Wouters · Belgie (BEL)                 |
| LOH 1952  | André Noyelle · Belgie (BEL)                       | Robert Grondelaers · Belgie (BEL)         | Edi Ziegler · Německo (GER)                 |
| LOH 1956  | Ercole Baldini · Itálie (ITA)                      | Arnaud Geyre · Francie (FRA)              | Alan Jackson · Velká Británie (GBR)         |
| LOH 1960  | Viktor Kapitonov · Sovětský svaz (URS)             | Livio Trapè · Itálie (ITA)                | Willy van den Berghen · Belgie (BEL)        |
| LOH 1964  | Mario Zanin · Itálie (ITA)                         | Kjell Rodian · Dánsko (DEN)               | Walter Godefroot · Belgie (BEL)             |
| LOH 1968  | Pierfranco Vianelli · Itálie (ITA)                 | Leif Mortensen · Dánsko (DEN)             | Gösta Pettersson · Švédsko (SWE)            |
| LOH 1972  | Hennie Kuiper · Nizozemsko (NED)                   | Clyde Sefton · Austrálie (AUS)            | neudělena                                   |
| LOH 1976  | Bernt Johansson · Švédsko (SWE)                    | Giuseppe Martinelli · Itálie (ITA)        | Mieczysław Nowicki · Polsko (POL)           |
| LOH 1980  | Sergej Suchoručenkov · Sovětský svaz (URS)         | Czesław Lang · Polsko (POL)               | Jurij Barinov · Sovětský svaz (URS)         |
| LOH 1984  | Alexi Grewal · Spojené státy americké (USA)        | Steve Bauer · Kanada (CAN)                | Dag Otto Lauritzen · Norsko (NOR)           |
| LOH 1988  | Olaf Ludwig · Německá demokratická republika (GDR) | Bernd Gröne · Západní Německo (FRG)       | Christian Henn · Západní Německo (FRG)      |
| LOH 1992  | Fabio Casartelli · Itálie (ITA)                    | Erik Dekker · Nizozemsko (NED)            | Dainis Ozols · Lotyšsko (LAT)               |
| LOH 1996  | Pascal Richard · Švýcarsko (SUI)                   | Rolf Sørensen · Dánsko (DEN)              | Max Sciandri · Velká Británie (GBR)         |
| LOH 2000  | Jan Ullrich · Německo (GER)                        | Alexandr Vinokurov · Kazachstán (KAZ)     | Andreas Klöden · Německo (GER)              |
| LOH 2004  | Paolo Bettini · Itálie (ITA)                       | Sérgio Paulinho · Portugalsko (POR)       | Axel Merckx · Belgie (BEL)                  |
| LOH 2008  | Samuel Sánchez · Španělsko (ESP)                   | Fabian Cancellara · Švýcarsko (SUI)       | Alexandr Kolobněv · Rusko (RUS)             |
| LOH 2012  | Alexandr Vinokurov · Kazachstán (KAZ)              | Rigoberto Urán · Kolumbie (COL)           | Alexander Kristoff · Norsko (NOR)           |
| LOH 2016  | Greg Van Avermaet · Belgie (BEL)                   | Jakob Fuglsang · Dánsko (DEN)             | Rafał Majka · Polsko (POL)                  |
| LOH 2020  | Richard Carapaz · Ekvádor (ECU)                    | Wout van Aert · Belgie (BEL)              | Tadej Pogačar · Slovinsko (SLO)             |
| LOH 2024  | Remco Evenepoel · Belgie (BEL)                     | Valentin Madouas · Francie (FRA)          | Christophe Laporte · Francie (FRA)          |

## Časovka jednotlivců
| Rok      | Zlato                                  | Stříbro                                     | Bronz                                          |
| -------- | -------------------------------------- | ------------------------------------------- | ---------------------------------------------- |
| LOH 1996 | Miguel Indurain · Španělsko (ESP)      | Abraham Olano · Španělsko (ESP)             | Chris Boardman · Velká Británie (GBR)          |
| LOH 2000 | Vjačeslav Jekimov · Rusko (RUS)        | Jan Ullrich · Německo (GER)                 | Lance Armstrong · Spojené státy americké (USA) |
| LOH 2004 | Vjačeslav Jekimov · Rusko (RUS)        | Bobby Julich · Spojené státy americké (USA) | Michael Rogers · Austrálie (AUS)               |
| LOH 2008 | Fabian Cancellara · Švýcarsko (SUI)    | Gustav Larsson · Švédsko (SWE)              | Levi Leipheimer · Spojené státy americké (USA) |
| LOH 2012 | Bradley Wiggins · Velká Británie (GBR) | Tony Martin · Německo (GER)                 | Chris Froome · Velká Británie (GBR)            |
| LOH 2016 | Fabian Cancellara · Švýcarsko (SUI)    | Tom Dumoulin · Nizozemsko (NED)             | Chris Froome · Velká Británie (GBR)            |
| LOH 2020 | Primož Roglič · Slovinsko (SLO)        | Tom Dumoulin · Nizozemsko (NED)             | Rohan Dennis · Austrálie (AUS)                 |
| LOH 2024 | Remco Evenepoel · Belgie (BEL)         | Filippo Ganna · Itálie (ITA)                | Wout van Aert · Belgie (BEL)                   |